# Abatita Tajik Zu Xiang
Abatita Tajik Zu Xiang (kinesiska: 阿巴提塔吉克族乡, 阿巴提) är en socken i Kina. Den ligger i den autonoma regionen Xinjiang, i den nordvästra delen av landet, omkring 1 100 kilometer sydväst om regionhuvudstaden Ürümqi.
Genomsnittlig årsnederbörd är 147 millimeter. Den regnigaste månaden är februari, med i genomsnitt 28 mm nederbörd, och den torraste är oktober, med 2 mm nederbörd.